# Michel Blay
Pour les articles homonymes, voir Blay.
Michel Blay, né le 13 mai 1948 à Paris, est directeur de recherche au CNRS, philosophe et historien des sciences.

## Biographie
Michel Blay étudie d'abord la physique à Paris à l'université Pierre-et-Marie-Curie (UPMC - Paris 6). Il effectue par la suite un doctorat de 3e cycle en histoire et philosophie des sciences à l'université Panthéon-Sorbonne (Paris 1) sous la direction de Maurice Clavelin, grand spécialiste de Galilée.
En 1989, il devient docteur d'État en lettres et sciences humaines, habilité à diriger des recherches (HDR), sous la direction de Jacques Merleau-Ponty. 
Il est à l'origine de plusieurs études devenues classiques sur la science et la philosophie des XVIIe et XVIIIe siècles, prenant comme point de départ les conditions de possibilité de la mathématisation de la physique.
Il préside de janvier 2010 à mars 2022 le Comité pour l'histoire du CNRS,.

## Idées
D’un point de vue épistémologique, Michel Blay est réaliste, d'un réalisme qui n'a jamais pu se satisfaire du positivisme, et il est internaliste parce qu'il a toujours considéré que la meilleure voie pour comprendre ce qui advenait au cours du développement des sciences était avant tout de l'ordre du travail de la raison. Il est historien en ce sens que les sciences — et la philosophie qui ne manque jamais d'y être associée — se comprennent par leur processus historique.
Dans son œuvre, les mathématiques ne sont pas traitées comme un simple langage mais considérées comme constitutives des concepts de la physique. Il n'y a pas de physique indépendante des mathématiques et, selon un de ses exemples, la théorie électromagnétique de Maxwell n'est pas pensable en dehors des équations de Maxwell.

## Travaux
Les recherches de Michel Blay concernent le domaine de la science classique.

### L'analyse de l'optique newtonienne
Au-delà des informations précises sur les thèses newtoniennes, Michel Blay défend une certaine idée du développement de la science. La véritable méthode newtonienne n'est pas exactement celle que le savant anglais a lui-même mise en scène, ni celle que l'historiographie a voulu retenir. Ce n'est pas l'expérience soigneusement menée qui conduit vers la théorie de la science (ici des couleurs), c’est plutôt une démarche rationnelle et largement a priori qui inspire les expériences capables, en retour, de renforcer la vraisemblance de la théorie. Ce n'est pas parce qu'il avait rencontré le chemin de la lumière dans son double prisme que Newton a été convaincu de la nature hétérogène de la lumière naturelle, c'est parce qu'il concevait ainsi la lumière qu'il a pu construire cette fameuse expérience du double prisme.
Dans sa première thèse, Michel Blay a tiré les leçons principales de ces analyses. Il se situe, à ce titre, dans la lignée d'un Alexandre Koyré qui défendait que « la bonne physique est a priori. » Michel Blay a affermi sa thèse dans divers articles et ouvrages qui lui ont permis de préciser son attitude épistémologique — la science est Theoria, c'est-à-dire création de concepts et non pas une « pseudo lecture directe de la nature ».

### Le processus de la mathématisation de la physique à l'âge classique
L'ouvrage où cette conception voit le jour est tiré de sa thèse d'État sur La Naissance de la mécanique analytique (voir Publications). Il a étudié avec minutie à partir de sources peu explorées, l'œuvre du savant français Pierre Varignon. Il a montré que ce dernier a réalisé la première introduction des algorithmes différentiels dans la science du mouvement. C'est cette démarche qui inaugure vraiment la mathématisation de la mécanique, désormais analytique. Ce travail fondateur a essaimé en une série d'articles et d'ouvrages qui ont permis à Michel Blay de tester et d'étendre son idée maîtresse. Il a examiné comment se préparaient la géométrisation d'abord puis la mathématisation dans les Principia de Newton, comme avant dans les travaux de Torricelli et dans les débats plus anciens sur les indivisibles et sur le mouvement chez Galilée, Cavalieri etc.

### L'infini
Au tournant des XVIIe et XVIIIe siècles en Europe, la pensée s'est affranchie des anciennes hiérarchies théologiques et métaphysiques qui, depuis l'Antiquité, imposaient leur vision du monde comme celle d'un univers limité, fini. La raison à l'œuvre en sciences comme en philosophie (Pascal, Descartes, etc.) a introduit un nouveau questionnement et transformé la conception des connaissances. Michel Blay a mis en lumière ces changements qui reposent sur la notion d'infini et qui ont eu des répercussions sur la société : des notions fondatrices comme la liberté se sont renouvelées en entraînant de nouveaux droits. Cette nouvelle façon d'être au monde, sans Dieu ni théologie, correspond aux Lumières — une période de quelques dizaines d'années seulement qui fut le creuset de la Révolution française puis du Romantisme — « cette interrogation critique sur le présent et sur nous-mêmes » (dixit Michel Foucault) au cœur de la pensée rationnelle moderne.

## Publications

### Ouvrages
- La Conceptualisation newtonienne des phénomènes de la couleur, avec une préface de Maurice Clavelin, Paris, Vrin, 1983
- La Naissance de la mécanique analytique, avec une préface de Jacques Merleau-Ponty, Paris, PUF, 1992
- Les Raisons de l'infini. Du monde clos à l'univers mathématique, Paris, Gallimard-Essais, 1993 ; traduction en anglais : Reasoning with the Infinite : from the closed World to the Mathematical Universe, Chicago University Press, 1998 et 1999
- Les Figures de l 'arc-en-ciel, Paris, Carré, 1995 ; rééd. Belin, 2005
- La Naissance de la science classique au XVIIe siècle, Paris, Nathan, 1999
- Lumières sur les couleurs : le regard du physicien[7], Paris, Ellipses, 2001
- La Science du mouvement de Galilée à Lagrange, Paris, Belin, 2002
- L'Homme sans repos. Du mouvement de la terre à l'esthétique métaphysique de la vitesse, Paris, Armand Colin, 2002
- La Science trahie. Pour une autre politique de la recherche, Paris, Armand Colin, 2003
- Les Clôtures de la modernité, Paris, Armand Colin, 2007
- La Science du mouvement des eaux de Torricelli à Lagrange, Paris, Belin, 2007
- Penser avec l'infini de Giordano Bruno aux Lumières, Paris, Vuibert, 2010
- Les Demeures de l'humain. Preuves et traces méditerranéennes, Paris, Jean Maisonneuve, 2011
- Lumières sur les couleurs du monde vivant, Paris, Villarose, 2011
- Quand la recherche était une République. La recherche scientifique à la Libération, Paris, Armand Colin, 2011
- Les Ordres du chef. Culte de l'autorité et ambitions technocratiques : le CNRS sous Vichy, Paris, Armand Colin, 2012
- Dieu, la nature et l'homme. L'originalité occidentale, Paris, Armand Colin, coll. « Le temps des idées », 2013
- L'Existence au risque de l'innovation, Paris, CNRS Éditions, 2014
- La Chair vive et la beauté de l'exister. Quatre chapitres sur l'infini dans le fini, Paris, Jean Maisonneuve, 2015
- Penser ou cliquer ? : comment ne pas devenir des somnambules, Paris, CNRS éditions, 2016
- Critique de l'histoire des sciences, Paris, CNRS éditions, 2017
- L'ordre du technique Comment il s'est imposé comment s'en sortir, Paris, éditions L'Echappée, 2023, 144 pp.

### Éditeur
- L'Analyste de George Berkeley, traduction et notes, dans le volume II des Œuvres de Berkeley, Paris, PUF, 1987
- L'Optique de Newton dans la traduction de J.-P. Marat, suivi de « Études sur l'optique newtonienne », avec une préface de Françoise Balibar, Paris, Christian Bourgois, 1989
- Christiaan Huygens, Traité de la lumière (Leyde, 1690), réédition avec une introduction, Paris, Dunod, 1992
- Les Principia de Newton, Paris, PUF, coll. « Philosophies », 1995
- Fontenelle. Éléments de la géométrie de l'infini (Paris, 1727), réédition avec une introduction, en collaboration avec Alain Niderst, Paris, Klincksieck, 1995
- Œuvres de Descartes, en collaboration avec Denis Kambouchner, Frédéric de Buzon et André Warusfel, Tome III, Paris, collection Tel/Gallimard, 2009
- Physique nouvelle par Monsieur Rohault disciple de Monsieur Descartes (1667), introduction et édition en collaboration avec Sylvain Matton et Alain Niderst, Paris, Seha/Arche, 2009
- (it) Niccolò Copernico, la struttura del cosmo, introduzione di Michel Blay, commento di Jean Seidengart, traduzione di Renato Giroldini, Florence, Leo S. Olschki Editore, 2009
- Pierre Souffrin, Écrits d'histoire des sciences, édité par Michel Blay, Francesco Furlan, Michela Malpangotto, Paris, Les Belles Lettres, coll. « L'Âne d'or », 2012

### Direction d'ouvrages
- Dictionnaire critique de la science classique, en collaboration avec Robert Halleux, Paris, Aubier-Flammarion, 1998
- L'Europe des sciences. Constitution d'un espace scientifique, en collaboration avec Efthymios Nicolaïdis, Paris, Le Seuil, 2001 ; traduction en chinois, 2007
- Grand Dictionnaire de la philosophie, Paris, Larousse et CNRS éditions, 2003 ; rééd. 2005
- Dictionnaire des concepts philosophiques, Paris, Larousse et CNRS éditions, coll. « In extenso », 2006 ; rééd. 2013

### Articles
- « Une clarification dans le domaine de l'optique physique: bigness et promptitude », Revue d'histoire des sciences (1980), 215-224
- « Un exemple d'explication mécaniste au XVIIe siècle : l'unité des théories hookiennes de la couleur », Revue d'histoire des sciences (1981), 97-121
- « Le rejet au XVIIe siècle de la classification traditionnelle des couleurs: les réelles et les apparentes », revue XVIIe Siècle (1982), 317-330.
- « Des travaux méconnus sur la lumière blanche à la fin du XIXe siècle : la thèse de Georges Gouy (1854-1926) », Bulletin de l'Union des Physiciens (1982), 381-390
- « Huygens et la France », Revue d'histoire des sciences (1983), 325-328
- « Christiaan Huygens et les phénomènes de la couleur », Revue d'histoire des sciences (1984), 127-150
- « Changement de repères chez Newton: le problème des deux corps dans les Principia », en collaboration avec Georges Barthélemy, Archives internationales d'histoire des sciences (1984), 68-98
- « Note sur l'essai sur les degrés de chaleur des rayons colorés de l'Abbé Rochon », Revue d'histoire des sciences (1985), 37-42
- « Varignon et le statut de la loi de Torricelli », Archives internationales d'histoire des sciences (1985), 330-345
- « Remarques sur l'influence de la pensée baconienne à la Royal Society : pratique et discours scientifique dans l’étude des phénomènes de la couleur », Études philosophiques (1985), 359-373
- « Pierre Costabel et la question des forces vives », Revue de synthèse (1985), 519-523
- « Deux moments dans la critique du calcul infinitésimal : Michel Rolle et George Berkeley », Revue d'histoire des sciences (1986), 223-254
- « L'introduction du calcul différentiel en dynamique : l'exemple des forces centrales dans les Mémoires de Varignon en 1700 », Sciences et techniques en perspective (1986), 157-190
- « Le traitement newtonien du mouvement des projectiles dans les milieux résistants », Revue d'histoire des sciences (1987), 325-355
- « Varignon ou la théorie du mouvement des projectiles “comprise en une Proposition générale” », Annals of Science (1988), 591-618
- « Léon Bloch et Hélène Metzger : la quête de la pensée newtonienne », revue Corpus (1989), 67-84, réédité dans Études sur / Studies on Hélène Metzger (E. J. Brill, Leiden, 1990), 67-84
- « Du fondement du calcul différentiel au fondement de la science du mouvement dans les “Éléments de la géométrie de l'infini” de Fontenelle », Studia Leibnitiana, Sonderheft 17 (1989), 99-122
- « Quatre Mémoires inédits de Pierre Varignon consacrés à la science du mouvement », Archives internationales d'histoire des sciences (1989), 218-248
- « Les découvertes de Monsieur Marat », Alliage (1989), 83-89
- « Note sur la correspondance entre Jean I Bernoulli et Fontenelle », revue Corpus (1990), 93-100
- « Deux exemples de l'influence de l'École galiléenne sur les premiers travaux de l'Académie royale des sciences », Nuncius (1992), 49-65
- « Principe de continuité et mathématisation du mouvement dans la deuxième moitié du XVIIe siècle », Studia Leibnitiana (1992), 191-204
- « La recherche en histoire de la physique », Science et Techniques en perspective (1993), 66-73
- « Mersenne expérimentateur : les études sur le mouvement des fluides jusqu'en 1644 », Les Études philosophiques (1994), 69-86
- « Sur quelques aspects des limites du processus de la mathématisation dans l'œuvre leibnizienne », Studia Leibnitiana, Sonderheft 24 (1995), 31-42
- « Sur quelques publications récentes consacrées à l'histoire de l'optique antique et arabe », Arabic Sciences and Philosophy (1995), 121-136
- « Les couleurs du prisme ou quelques remarques et réflexions sur les expériences de Newton », Techne. Laboratoire de recherche des musées de France (1996), 9-16
- « Force, continuité et mathématisation du mouvement dans les “Principia” de Newton », La lettre de la Maison française d'Oxford (1996), 74-94
- « Quelques réflexions sur le nombre des couleurs et la composition du blanc aux XVIIe et XVIIIe siècles », Histoire de l'art (1997), 3-9
- « Lumières et couleurs dans le Traité de Haüy, ou la “véritable méthode pour parvenir à l'explication” dans les sciences », Revue d'histoire des sciences (1997), 283-292
- « Les règles cartésiennes de la science du mouvement dans “Le monde ou traité de la lumière” », Revue d'histoire des sciences (1998), 319-346
- « Mouvement, continu et composition des vitesses au XVIIe siècle », en collaboration avec Egidio Festa, Archives Internationales d'Histoire des Sciences (1998), 65-118
- « Méthodes mathématiques et calcul de l'infini au temps de Fermat », Historia Scientiarum (1999), 57-71
- « Infini, géométrie et mouvement au XVIIe siècle », La Lettre de la Maison française d'Oxford, no 13 (2001), 27-37
- « De l'apparition subreptice des futures formules de conservation à l'occasion de l'algorithmisation de la science du mouvement au tournant des XVIIe et XVIIIe siècles », Revue d'histoire des sciences (2001), 291-301
- « Pour une philosophie des sciences à l'écoute de l'histoire des sciences », Rue Descartes (2003), 98-101
- « Dire l'infini de Giordano Bruno à Fontenelle », Revue Fontenelle (2006), 131-146
- « Sur quelques aspects de l'histoire de la lumière », Revue d'histoire des sciences (2007), 119-132
- « Concepts, faits scientifiques et théories », Raison présente (2007), 31-40
- « Infini et mouvement chez Galilée. Les risques de la rationalité », Europe (2007), 198-212
- « Comte et Duhem, ou la construction d'une optique positive », Revue philosophique (2007), 493-504
- « L'évaluation par indicateurs dans la vie scientifique : choix politiques et fin de la connaissance », Cités, 37 (2009), 15-25
- « Du monde de la vie à celui de la science au tournant des XVIe et XVIIe siècles : éléments pour une lecture humaniste », Humanistica, IV-l (2009), 81-89
- « Quand les politiques de la science et de la recherche oublient les leçons des Lumières », Raison Présente, 172 (2009), 59-69
- « Le souci de l'infini au XVIIe siècle », La Lettre clandestine, no 18 (2010), 17-32
- « Sciences, conception de la science et politique de la science chez Fontenelle », Revue Fontenelle, no 6-7 (2010), 283-294